# Grabowa Buchta
Grabowa Buchta – osada leśna kociewska w Polsce położona w województwie kujawsko-pomorskim, w powiecie świeckim, w gminie Osie przy drodze powiatowej Osie-Laskowice i na południowo-wschodnim krańcu kompleksu Borów Tucholskich w bliskim sąsiedztwie leśniczówki Zajęczy Kąt. 
W latach 1975–1998 miejscowość administracyjnie należała do województwa bydgoskiego.
We wsi są zlokalizowane dwie aleje przydrożne uznane za pomniki przyrody:
- dębowa aleja przydrożna złożona z 87 drzew o obwodach od 144 do 305 cm
- lipowa śródleśna aleja złożona z 19 drzew o obwodach od 171 do 480 cm.

## Historia
Wieś należy historycznie do najpóźniejszych lokacji obszaru Borów Tucholskich nawiązujących do kolonizacji niemieckiej zaboru pruskiego. Nazwa miejscowości jest hybrydą językową języków polskiego i niemieckiego (człon "Grabowa" odnosi się do okolicznego lasu grabowego, natomiast "Buchta" – do położenia na wykarczowanej polanie będącej zakolem Wdy stanowiącym swego rodzaju zatokę – po niemiecku "zatoka" to "die Bucht"). Mieszkańcy jednak twierdzą, iż drugi człon nazwy osady pochodzi od buchtujących dzików
Na jej terenie usytuowany jest nieczynny cmentarz ewangelicki.